# Haikî, Ciornuhî
Haikî (în ucraineană Гайки) este un sat în comuna Voronkî din raionul Ciornuhî, regiunea Poltava, Ucraina.

## Demografie
Componența lingvistică a localității Haikî
     Ucraineană (100%)
Conform recensământului din 2001, toată populația localității Haikî era vorbitoare de ucraineană (100%).